# Venusia kasyata
Venusia kasyata är en fjärilsart som beskrevs av Edward P. Wiltshire 1966. Venusia kasyata ingår i släktet Venusia och familjen mätare. Inga underarter finns listade i Catalogue of Life.